# Yameto
Yameto är en ort i Mexiko.   Den ligger i kommunen Navolato och delstaten Sinaloa, i den västra delen av landet, 1 100 km nordväst om huvudstaden Mexico City. Yameto ligger 3 meter över havet och antalet invånare är 137.
Terrängen runt Yameto är mycket platt. Havet är nära Yameto åt nordväst. Runt Yameto är det ganska tätbefolkat, med 155 invånare per kvadratkilometer. Närmaste större samhälle är Dautillos, 10,1 km sydost om Yameto. 